# Василівка (Новомиргородська міська громада)
Васи́лівка — село в Україні, у Новомиргородській міській громаді Новоукраїнського району Кіровоградської області. Населення становить 123 осіб. Площа села — 113,83 га.

## Історія

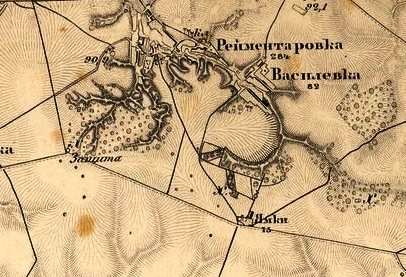
Василівка на військово-топографічній карті 1869 року

Василівка заснована в 1819 році полковником Василем Давидовим (від імені засновника й пішла назва села). В 1864 році тут проживало 393 осіб, в 1869 було 82 двори.
В XIX столітті Василівка належала до Кам'янської волості Чигиринського повіту Київської губернії.

## Населення
Згідно з переписом УРСР 1989 року чисельність наявного населення села становила 129 осіб, з яких 45 чоловіків та 84 жінки.
За переписом населення України 2001 року в селі мешкали 123 особи.

### Мова
Розподіл населення за рідною мовою за даними перепису 2001 року:
| Мова       | Відсоток |
| ---------- | -------- |
| українська | 96,75 %  |
| російська  | 2,44 %   |
| білоруська | 0,81 %   |

## Вулиці
У Василівці налічується дві вулиці та один провулок:
- Садова вул.
- Садовий пров.
- Шевченка вул.

## Відомі люди
В селі народилась видатна кіноактриса Валентина Владімірова (1927-1994).